# Anthropotechnie
Les termes anthropotechnie ou anthropotechniques renvoient depuis quelques décennies à un ensemble d'innovations aussi diverses que la chirurgie esthétique de séduction, le dopage sportif, les interactions homme-machine, l'utilisation de psychotropes hors des indications médicales et toute une série de pratiques controversées telles que le clonage reproductif humain, et autres pouvant s'identifier à une zootechnie de l'être humain. Face à la montée en puissance incessante des biotechnologies et aux prises de position des adeptes du transhumanisme, l'anthropotechnique amène des questions éthiques.
Plusieurs penseurs et critiques ont le sentiment que le développement de ces anthropotechniques marque le franchissement d'un nouveau seuil historique. L'anthropotechnie renvoie à l'idée de la production de l'homme par lui-même ou de l'automodification de son corps, autant d'enjeux qui posent la question des limites de l'être humain, de son rapport à la technique et de la perspective d'un post-humanisme marquant une rupture par rapport aux époques où l'autoproduction de l'homme ne bénéficiait pas des nouvelles technologies.

## Histoire
Le terme anthropotechnie (anthropotechnics en anglais, et Anthropotechnik en allemand) est apparu trois fois au cours de l'histoire.
Il apparaît d'abord, uniquement en langue française, à la fin du XIXesiècle, avec tout un ensemble d'autres termes dont ne survivront que deux : eugénisme et puériculture. Paul Topinard dit ainsi en 1891 : « L'Anthropotechnie, [...] correspond chez l'Homme à la zootechnie ». Durant cette même époque, Ernst Haeckel parle d'« anthropogénie » : pour reprendre une ancienne expression, il s'agit de l'art de faire des enfants ou de l'amélioration des qualités de la population humaine. Avec le reflux des thèses eugénistes à l'issue de la Seconde Guerre mondiale, le terme entre dans l'oubli.
Le terme émerge de nouveau dans les années 1948-1965, avec de nouveaux sens. En France, il s'agit de "l'art d’assurer à l’homme, dans le cadre biologique, un niveau correspondant à son développement sociologique et son éducation". Jean Schunck de Goldfiem publie un ouvrage intitulé Anthropotechnie. Charles Laville publie une Introduction à l'anthropotechnie et fonde un Centre d'Études Anthropotechniques. Il ne s'agit plus de sélectionner, d'opérer des croisements eugéniques, ou d'interdire certaines populations de procréer, mais de permettre un développement optimal de l'être humain.
En Allemagne[Quand ?], des chercheurs en astrophysiques et aéronautique fondent un groupe de recherche « Anthropotechnik und Flugmesstechnikun »[réf. souhaitée], qui deviendra par la suite l’actuel « Forschungsinstitut für Anthropotechnik » (FGAN), domicilié à Wachtberg, institut qui s’occupe d’ergonomie, d’interface homme-machine. Il s'agit d'améliorer la relation entre "anthropo-" et "-technique". En langue anglaise, des échos du sens français et du sens allemand apparaissent. Toutefois, il entre à nouveau dans l'oubli à partir des années 1970.
Le sens contemporain ne voit le jour qu'au début des années 2000, lorsque trois philosophes, indépendamment, réinventent ce néologisme : l'allemand Peter Sloterdijk, le belge Gilbert Hottois, et le français Jérôme Goffette. Le concept sert à désigner des modifications de l'être humain n'ayant pas un but médical. Il exprime ce que le monde anglophone appelle human enhancement, qu'on traduit parfois par  humanité augmentée.

## Contexte
Jeremy Rifkin voit ainsi une sorte de grand basculement dans une nouvelle ère, celle de la plasticité biologique, qu'il appelle « algénie ». Francis Fukuyama parle avec inquiétude d'un avenir « post-humain », qui, selon lui, risque d'être inhumain. Lucien Sfez relève de nombreux signes d'une nouvelle utopie, celle de la « santé parfaite ». L'enquête de David Le Breton le conduit à penser que les pratiques de transformation corporelle, de plus en plus en vogue, se rapprochent d'une abrogation malsaine du corps naturel, tandis que Peter Sloterdijk, au contraire, perçoit ces « anthropotechniques » comme allant foncièrement dans le sens de l'humanisation. Comme on le voit, les diagnostics et les avis sont divers et contrastés. L'une des études les plus attentives, à la croisée de l'éthique médicale et de la philosophie des techniques, est sans doute celle de Gilbert Hottois, qui, face aux clivages souvent réducteurs, préfère adopter une double méthode : investigation précise et prudence éthique.

## Questions essentielles posées par l'anthropotechnie
Le bricolage de l'humain, actuel ou à venir, pose avec une grande acuité quelques questions philosophiques fondamentales : « qui suis-je ? », « où vais-je ? » et « que dois-je faire ? » Avec l'accroissement technique de notre pouvoir de nous transformer, quel visage allons-nous prendre, quels choix devons-nous faire ? Comment exercer cette capacité au service de notre libération et non de notre aliénation, individuelle ou collective ?

## Médecine et anthropotechnie: différence
Une manière d’aborder cette évolution est de la situer vis-à-vis du cadre médical classique. La médecine peut être définie par une image sociale (le médecin au chevet du malade), un ensemble d'institutions (hôpitaux, assurance maladie, etc.), un couple de concepts, à savoir le normal et le pathologique, et surtout, à son fondement, par un impératif anthropologique : le devoir d'aider autrui lorsqu'il souffre ou risque de mourir.
Vis-à-vis de ce cadre médical, bien des pratiques évoquées précédemment paraissent décalées, comme le remarque Jérôme Goffette. En se dopant, le sportif ne cherche pas à lutter contre la pathologie mais à augmenter ses performances, y compris en risquant sa santé. En recourant à la chirurgie esthétique, il ne s'agit plus de réparer les ravages d'une affection, par exemple un cancer du sein, mais plutôt d'améliorer sa beauté, son charme ou son image professionnelle. En consommant des tranquillisants pour masquer sa tristesse ou son angoisse sociale (chômage, précarité, stress), il s'agit pas de réduire une dépression ou une anxiété pathologique mais d’atténuer un problème social existentiel. Nous ne sommes plus ici dans la tension médicale du normal et du pathologique mais dans une orientation toute autre, allant de l’ordinaire au modifié. 
À côté de la médecine, comme le montre Jérôme Goffette, émergerait un nouveau domaine, celui de l'anthropotechnie, qu’il définit comme « l'art ou la technique de transformation extra-médicale de l'être humain par intervention sur son corps ». Toujours dans la comparaison avec la médecine, il note que le rôle de chacun est radicalement différent. En médecine, nous avons deux acteurs dans les premiers rôles : le médecin et le patient, ce dernier terme traduisant bien l'état de souffrance où il se trouve et le sens de son appel à l'aide. La situation, due à la présence de la pathologie, provoque un devoir aigu d’action : les deux acteurs doivent déterminer ensemble ce qu'il faut impérativement faire, d’où ce vocabulaire directif de la « prescription », de l'« ordonnance ».
En anthropotechnie, la situation n’est aucunement soumise à cette impérieuse nécessité. On peut ne pas agir, ne pas modifier. Le client n’est pas un patient mais le porteur d'une demande propre, et le praticien n'a rien à prescrire mais uniquement à proposer. D'où la conclusion que J. Goffette en tire : si la règle déontologique fondamentale de la médecine était de choisir le meilleur rapport entre effets bénéfiques et effets néfastes au service de la vie et de l'autonomie, en matière d'anthropotechnie il s'agit de servir l'autonomie, mais d'une autre façon, en aidant à distinguer ce qui humanise et ce qui déshumanise, ce qui va dans le sens de la liberté humaine ou au contraire ce qui l’aliène.

## Regard prospectif sur les avenirs possibles
L'approche anthropotechnique n'est pas sans évoquer d'autres lignes de pensées, idéologiquement bien caractérisées, comme la Déclaration de la World Transhumanist Association. Le transhumanisme est un curieux mélange de séduction utopique et d'intentions pragmatiques. Comment ne pas adhérer à l'idée de pouvoir choisir d'être plus robustes, plus intelligents et plus beaux ? Cela fait partie des aspirations anthropologiques communes. Mais comment, aussi, ne pas sourire de la naïveté des transhumanistes lorsqu'ils ne voient dans nos innovations techniques que des bienfaits (cf. art. 3 et 4) ? Et comment ne pas s'offusquer du mépris qu'ils affichent envers une attitude prudente ?
À bien des égards, cette déclaration évoque le mythe d'Icare : la technique peut être mortifère lorsqu'elle est vécue dans l'ivresse et l'illusion, alors même qu'elle peut être au service de la vie et de la liberté lorsqu'elle est appréhendée, jugée et utilisée de façon prudente, avec une certaine lucidité sur ses limites et ses risques. Dédale, grâce à ses ailes de plumes et de cire, s'échappe du labyrinthe et recouvre la liberté ; Icare, ivre de ce vol, succombe à l'ardeur du soleil et se noie. Ainsi, c’est bien la prudence qu'on doit cultiver, c’est-à-dire une attitude qui n’est ni figée dans le refus d'oser quoi que ce soit, ni happée par une prise de risque inconsidérée, mais orientée vers une autre voie : celle de la délibération, du choix bien pesé et décidé avec soin. L'anthropotechnie, à côté de la médecine, a encore à trouver sa place, ses normes et son rythme.